# Orion Crew Survival System

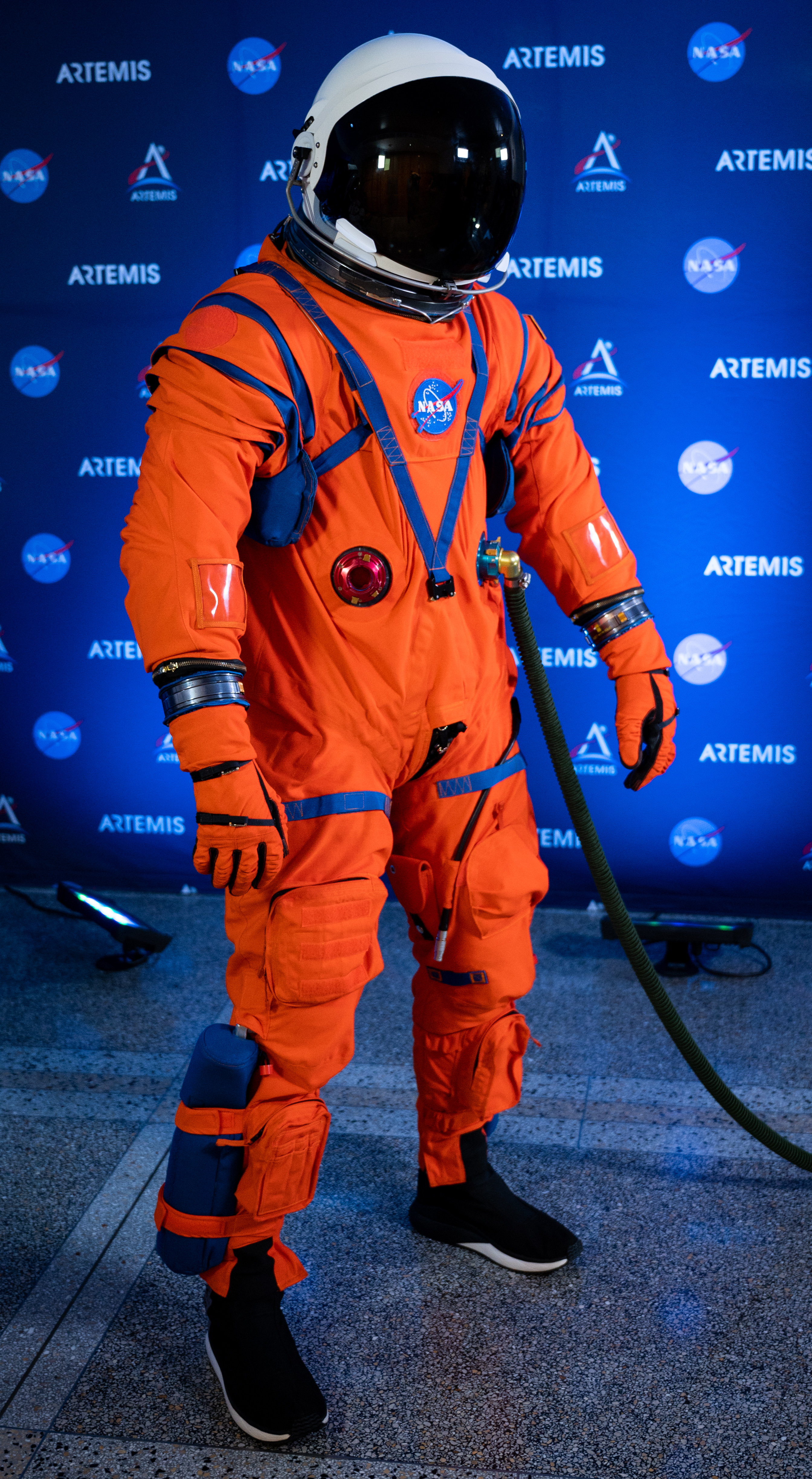
La combinaison spatiale OCSS telle que présentée en 2019.

Orion Crew Survival System, plus communément désigné par son acronyme, est la combinaison spatiale utilisée par les astronautes à bord du vaisseau spatial Orion dans le cadre des missions Artemis. Elle est utilisée durant les phases critiques du vol (lancement et rentrée atmosphérique) et dans les situations d'urgence (dépressurisation du vaisseau, ...).

## Historique
L'OCSS sera utilisé pour la première fois par l'équipage de la mission Artemis II (2025).

## Caractéristiques
L'OCSS dérive de la combinaison spatiale ACES utilisée à bord de la navette spatiale américaine. La ventilation (renouvellement de l'atmosphère) et le contrôle thermique sont obtenus par connexion, via des flexibles, au système de support de vie du vaisseau. Dans les situations d'urgence (cabine dépressurisée), la combinaison OCSS peut être portée durant 6 jours consécutifs. Comme les combinaisons précédentes, elle est de couleur orange pour faciliter le repérage des astronautes dans l'océan. Elle est équipée d'un kit de survie comprenant une balise radio, un couteau, un kit facilitant le repérage de l'astronaute (miroir, lampe clignotante, sifflet, bâton lumineux). Par rapport à l'ACES elle incorpore plusieurs innovations : 
- Casque plus léger et plus solide fourni dans plusieurs tailles
- Meilleure gestion des échanges thermiques
- Taille personnalisée (l'ACES était fourni dans trois tailles)
- Gants optimisés pour l'utilisation d'écran tactile  et offrant une meilleure résistance à l'abrasion.
- Bottes mieux protégés contre le feu, fournissant une meilleure mobilité et mieux ajustés aux pieds.